# Plesionika fenneri
Plesionika fenneri is een garnalensoort uit de familie van de Pandalidae. De wetenschappelijke naam van de soort is voor het eerst geldig gepubliceerd in 1986 door Crosnier.